# Þröstur Þórhallsson
Þröstur Þórhallsson (beim Weltschachverband FIDE Throstur Thorhallsson; * 19. März 1969 in Reykjavík) ist ein isländischer Schachspieler.
Die isländische Einzelmeisterschaft konnte er 2012 in Kópavogur gewinnen. Er spielte für Island bei elf Schacholympiaden: 1988, 1992, 1996 bis 2008, 2012 und 2014. Außerdem nahm er zweimal an den europäischen Mannschaftsmeisterschaften (2003 und 2007) teil.
Im Jahre 1987 wurde ihm der Titel Internationaler Meister (IM) verliehen. Der Großmeister-Titel (GM) wurde ihm 1996 verliehen.
| Hier fehlt eine Grafik, die leider im Moment aus technischen Gründen nicht angezeigt werden kann. Wir arbeiten daran! |